# Charco Nduayoo
Charco Nduayoo är en ort i Mexiko.   Den ligger i kommunen Santiago Jamiltepec och delstaten Oaxaca, i den sydöstra delen av landet, 400 km söder om huvudstaden Mexico City. Charco Nduayoo ligger 33 meter över havet och antalet invånare är 746.
Terrängen runt Charco Nduayoo är kuperad åt nordväst, men åt sydost är den platt. Runt Charco Nduayoo är det ganska glesbefolkat, med 32 invånare per kvadratkilometer. Närmaste större samhälle är Santiago Jamiltepec, 14,6 km nordväst om Charco Nduayoo. Omgivningarna runt Charco Nduayoo är en mosaik av jordbruksmark och naturlig växtlighet.